# David Watson (ur. 1946)
David (Dave) Vernon Watson (ur. 5 października 1946 w Stapleford w hrabstwie Nottinghamshire) – piłkarz angielski, występujący na pozycji obrońcy; brat piłkarza Petera Watsona.
W latach 1974–1982 rozegrał 65 meczów w reprezentacji Anglii i strzelił dla niej 4 gole. Wystąpił na Euro 1980. Z zespołem Sunderland A.F.C. w 1973 zdobył Puchar Anglii.